# اعتراضات ۲۰۱۹ اتیوپی
اعتراضات اتیوپی (انگلیسی: 2019 Ethiopian protests) از ۲۳ اکتبر در ایالت امهارا در منطقه اورومیا شمال اتیوپی برگزار شد، این اعتراضات پس از آن درگرفت که جوار محمد فعال سیاسی و صاحب رسانه این کشور مدعی شد نیروهای امنیتی اقدام به بازداشت وی کرده‌اند. طی یک هفته تظاهرات اعتراض‌آمیز تا تاریخ ۲۶ اکتبر ۲۰۱۹، دست کم ۶۷ نفر کشته شدند. این خشونت‌ها که در یک مراسم مذهبی اتفاق افتاد، خیلی زود اکثر اقلیت‌های قومی و مذهبی در منطقه اورومیا و مناطق اطراف آن را دربرگرفت و به شهرها و مناطق مجاور از جمله آدیس آبابا، دیرداوه و منطقه هراری گسترش یافت.

## پیشینه
در اکتبر ۲۰۱۹ جوار محمد فعال سیاسی و صاحب رسانه جوار، مدعی شد که اعضای نیروهای امنیتی پلیس در تاریخ ۲۳ اکتبر با حمله به خانه وی در آدیس آبابا به دستور آبی احمد نخست‌وزیر قصد دستگیری وی را داشته‌اند. این اقدام پس آن صورت گرفت که آبی احمد نخست‌وزیر در سخنرانی‌ای که پیش از این در پارلمان اتیوپی ایراد کرد، در آن به «صاحبان رسانه» هائی که دارای گذرنامه‌های اتیوپی نیستند اشاره کرده و آنها را متهم کرده بود که در بازی دوطرفه‌ای که دامن می‌زنند اگر باعث لطفه وارد کردن به صلح شوند تلویحاً گفت … ما دربارهٔ آنها اقدام خواهیم کرد.